# Departamentul Ndolou
Departamentul Ndolou este un departament din provincia Ngounié  din Gabon. Reședința sa este orașul Mandji.